# Muhammad Nasir-ud-Din al-Albani
Pour les articles homonymes, voir Albani.
Muhammad Nasir-ud-Din al-Albani (en arabe : محمد ناصر الدين الألباني), né en 1914 à Shkodër (Albanie) et mort le 2 octobre 1999 à Amman (Jordanie), est un théologien, juriste et savant de l'islam de nationalités albanaise et syrienne, spécialisé dans la jurisprudence islamique et dans l'authentification des hadiths.

## Biographie
Cheikh al-Albani naît en 1914 dans une famille musulmane pauvre de la ville de Shkodër, dans le nord de l'Albanie. Son père est un savant (alim) appartenant à l'école (madhhab) de jurisprudence (fiqh) hanafite ayant étudié la loi islamique (charia) à Istanbul. En 1923, ce dernier, épuisé par la politique pro-occidentale du Premier ministre Ahmet Zogu (qui empêche notamment les femmes musulmanes de porter le voile intégral), décide d'emmener sa famille en exil avec lui à Damas.
C'est là qu'Albani commence à étudier l'arabe, le Coran, les traditions prophétiques (ahadith) et la jurisprudence islamique, en grande partie de façon autodidacte mais aussi auprès de son père et de théologiens et juristes syriens (Mohammed Ragheb at-Tabakh (ar), Saïd al-Bourhani (ar)), tout en travaillant comme charpentier puis horloger. Il passe beaucoup de son temps libre à al-maktaba al-zahriyya et lit de nombreuses publications, notamment Al-Manar. Il acquiert une notoriété croissante, commence à enseigner et à rédiger des ouvrages d'exégèse et de jurisprudence. Il écrit plusieurs articles publiés dans la revue Al-Manar (magazine).
Il possède la nationalité syrienne.
Il devient au cours de la deuxième moitié du XXe siècle l'une des principales figures de référence au sein des courants salafistes, au sein desquels il promeut une option quiétiste, impliquant l'obéissance aux autorités politiques en place.
Au cours des années 1960, il est invité à enseigner à l'université islamique de Médine, en Arabie saoudite, où ses positions qui vont à l'encontre de celles de la majorité du corps professoral lui valent d'être renvoyé par le directeur Mohammed ben Ibrahim Ali Al ach-Cheikh. En effet, Albani s'oppose aux théologiens locaux qu'il considère comme étant trop proches du hanbalisme, qu'il considère comme étant éloigné de la voie des salaf. Il fait le même constat au sujet de Mohammed Ben Abdelwahhab, qu'il estime par ailleurs comme n'étant pas compétent dans le domaine de la sunna[réf. nécessaire]. Il n'y reste que peu de temps avant de retourner en Syrie après avoir remis en cause l'obligation pour la femme de se couvrir le visage. Là-bas, il est incarcéré pendant huit mois à la prison de Hassaké pour avoir refusé de cautionner le régime baasiste,. Il reviendra brièvement à La Mecque au cours des années 1970 en tant que responsable de l'enseignement supérieur du droit islamique, mais il rencontre beaucoup d'opposition et rentre, de nouveau, en Syrie. Après avoir été placé en résidence surveillée par les autorités syriennes à plusieurs reprises au cours des années 1970, il s'installe en Jordanie en 1979, où il passe les vingt dernières années de sa vie.

## Oppositions
Parmi les nombreux érudits musulmans (ouléma) ayant écrit pour remettre en doute les compétences de al-Albani, des dizaines de traditionalistes (mouhaddithoune) comme Al-Ghoumari (en), Habib al-Rahman al-A'zami (en), as-Sakaf, Abdel Fattah Abou Ghoudda (en), Mahmoud Saïd Mamdouh (qui l'a réfuté dans un ouvrage de 6 tomes) ont écrit des livres entiers pour dénoncer ce qu'ils considèrent comme étant  être de graves erreurs. Parmi ces réfutations, on peut citer : 
1. Le traditionaliste indien Habib al-Rahman al-A'zami (en) (raa) qui a écrit : – Al Albani Shudhudhuh wa Akhta’uh (Les erreurs et les aberrations d'Albani) en quatre volumes.
2. L'érudit musulman syrien Saïd Ramadan al-Bouti qui a écrit les deux classiques : – Al-Lamadhhabiyya Akhtaru Bid`atin Tuhaddidu al-Shari`a al-Islamiyya (le non-suivi d’une école de jurisprudence est l’innovation la plus dangereuse menaçant la loi sacrée islamique) – As-Salafiyya Marhalatun Zamaniyyatun Mubaraka La Madhhabun Islami (Du temps des pieux prédécesseurs c’était une époque historique bénie, pas une école islamique de la pensée)
3. Le traditionaliste marocain Abdoullah al-Ghoumari (en), soufi et lié aux frères musulmans (innovations clairement réfutées par al Albani) qui a écrit : – Irgham al-Mubtadi` al-Ghabi bi Jawaz al-Tawassul bi al-Nabi fi al-Radd `ala al-Albani al-Wabi (réfutation d’Al Albani en ce qui concerne le tawassul du Prophete) – al-Qawl al-Muqni` fi al-Radd `ala al-Albani al-Mubtadi` (le discours persuasif dans la réfutation d’Al-Albani l’innovateur) – Itqan al-Sun`a fi Tahqiq Ma`na al-Bid`a (ouvrage sur la signification précise de ce qu’est l’innovation).
4. Le traditionaliste marocain Abdelaziz al-Ghoumari (en), soufi et lié aux frères musulmans (innovations clairement réfutées par al Albani) qui a écrit : – Bayan Nakth al-Nakith al-Mu`tadi (l’exposition de la trahison du rebelle).
5. Le traditionaliste syrien Abdel Fattah Abou Ghoudda (en) qui a écrit : – Radd `ala Abatil wa Iftira’at Nasir al-Albani wa Sahibihi Sabiqan Zuhayr al-Shawish wa Mu’azirihima (réfutation des fabrications de Nasir al Albani, de son ami Zuhayr al Shawish et de leurs défenseurs)
6. Le traditionaliste syrien Mohammad Awwama qui a écrit : – Adab Al-Ikhtilaf (les règles pour exprimer la divergence d’opinion).
7. Le traditionaliste égyptien Mahmoud Saïd Mamdouh qui a écrit : – Wusul al-Tahani bi Ithbat Sunniyyat al-Subha wa al-Radd `ala al-Albani (la confirmation mutuelle que les Dhikr avec des Perles sont une Sunna dans la réfutation d’Al-Albani) – Tanbih al-Muslim ila Ta`addi al-Albani `ala Sahih Muslim (avertissement aux musulmans concernant l’attaque d'Al Albani sur le sahih muslim)
8. Le traditionaliste saoudien Ismaïl ben Mohammed al-Ansari (ar) qui a écrit : – Ta`aqqubat `ala « Silsilat al-Ahadith al-Da`ifa wa al-Mawdu`a » li al-Albani (critique du livre de hadith d'Al-Albani) – Tashih Salat al-Tarawih `Ishrina Rak`atan wa al-Radd `ala al-Albani fi Tad`ifih (établissement en tant que correct de salat Tarawih en vingt Rak`as et la réfutation de son affaiblissement par Al-Albani) – Ibahat al-Tahalli bi al-Dhahab al-Muhallaq li al-Nisa’ wa al-Radd `ala al-Albani fi Tahrimih (Le fait que le port de bijouxil est licite pour la femme contrairement à la réfutation d’Al Albani)
9. L'érudit musulman syrien Badreddine Hassane Diab qui a écrit : – Anwar al-Masabih `ala Zulumat al-Albani fi Salat al-Tarawih (éclaircir l’obscurité d’Al-Albani sur la prière du Tarawih).
10. Le traditionaliste émirien Issa ben Abdallah ben Mani al-Himyari (ar) qui a écrit : – al-I`lam bi Istihbab Shadd al-Rihal li Ziyarati Qabri Khayr al-Anam (l’avis en ce qui concerne la recommandation de se déplacer pour visiter la tombe du Prophète) – al-Bid`a al-Hasana Aslun Min Usul al-Tashri (la bonne innovation est une des sources de législation islamique)
11. L'érudit musulman émirien Mohammed ben Ahmed al-Khazraji qui a écrit : – L’article : al-Albani : Tatarrufatuh (les Positions Extrémistes d’Albani).
12. L'érudit musulman syrien Firas Mohammed Walid al-Owaïssi son édition : – Ibn al-Mulaqqin’s Sunniyyat al-Jumu`a al-Qabliyya (les prières Sunna qui doivent précéder salat Al-Jumu`a).
13. L'érudit musulman syrien Samer Islambouli qui a écrit : – Al-Ahad, Al-Ijma`, Al-Naskh.
14. L'érudit musulman jordanien Ass'ad Salim Tayyim qui a écrit : – Bayan Awham al-Albani fi Tahqiqihi li Kitab Fadl al-Salat `ala al-Nabi

## Positions
Al-Albani est considéré comme l'une des principales figures savantes au XXe siècle. Il rejette l'opinion dans le sunnisme suivant laquelle les musulmans doivent se tourner vers un madhab (école juridique) pour y trouver une jurisprudence (fiqh) mais que l’on peut s’y référencer tout en suivant des savants contemporains. Durant une grande partie de sa vie il s’est consacré à l’étude des hadiths et de leur chaîne de transmission, ses avis juridiques étant pour certains controversés. Il a fait l'objet de nombreuses critiques détaillées de la part d'autres auteurs, notamment Abdullah al-Harari (fondateur de l'organisation al-Ahbash), Habib al-Rahman al-'Azmi, Abdullah al-Ghumari, Mohamed Saïd Ramadân al Boutî ou encore Abd al-Fattah Abu Ghudda.
Il rejette généralement les interprétations trop littérales, ainsi que celles qui conduisent à la violence ou au rejet de l'autorité politique. Pour lui, les musulmans doivent, avant tout, purifier leurs croyances et leurs pratiques ; la victoire sur l'erreur et l'incroyance ne dépend que de Dieu.
Parmi ses positions les plus controversées, on trouve : le rejet du mihrab dans les mosquées (considérant qu'il s'agit d'une bidʻa), sa recommandation aux Palestiniens de quitter les Territoires occupés s'ils sont opprimés, dans lesquels il estime que les conditions dans certaines régions ne sont pas réunies pour qu'ils puissent pratiquer leur foi, l'interdiction pour les femmes de porter l’or « circulaire », son opinion suivant laquelle les femmes n'ont pas nécessairement à couvrir leur visage dans l'espace public, son point de vue selon lequel le commandeur des croyants doit descendre de la tribu des Quraych,

## Œuvres
Il est l'auteur de 217 livres dans les domaines des hadith mais aussi en fiqh et aqidah, parmi lesquels on compte :
- At-Targhib wa't-Tarhib
- At-Tasfiyah wa't-Tarbiya
- At-Tawassulu: Anwa'uhu wa Ahkamuhu
- Irwa al-Ghalil
- Talkhis Ahkam al-Jana'iz
- Sahih wa Da'if Sunan Abu Dawood
- Sahih wa Da'if Sunan at-Tirmidhi
- Sahih wa Da'if Sunan ibn Majah
- Al-Aqidah at-Tahawiyyah Sharh wa Ta'liq
- Sifatu Salati An-Nabiyy
- Silsalat al-Hadith ad-Da'ifa
- Silsalat al-Hadith as-Sahiha
- Salat ut-Tarawih
- Fatâwî al-Albânî fî al-Madînah wa al-Imârât
- Tamâm al-Minnah
- Tahdhîru as-Sâjid
- Al-Ajwiba an-Nâfi`a `an as’ilati lujnati masjidi al-Jâmi`ati
- Âdâb az-Zafâf